# KV57
Situé dans la vallée des rois, dans la nécropole thébaine sur la rive ouest du Nil face à Louxor en Égypte, KV 57 est le tombeau d'Horemheb.
Du fait de sa position dans la vallée, le tombeau est rempli de débris dus aux inondations successives.
La tombe contient des bas-reliefs et des passages du livre des Portes. La majorité de ces décorations reste cependant inachevée, ayant ainsi préservé le processus des croquis préliminaires quadrillés, des corrections, de la sculpture et enfin de la peinture.

Vallée des rois - KV57
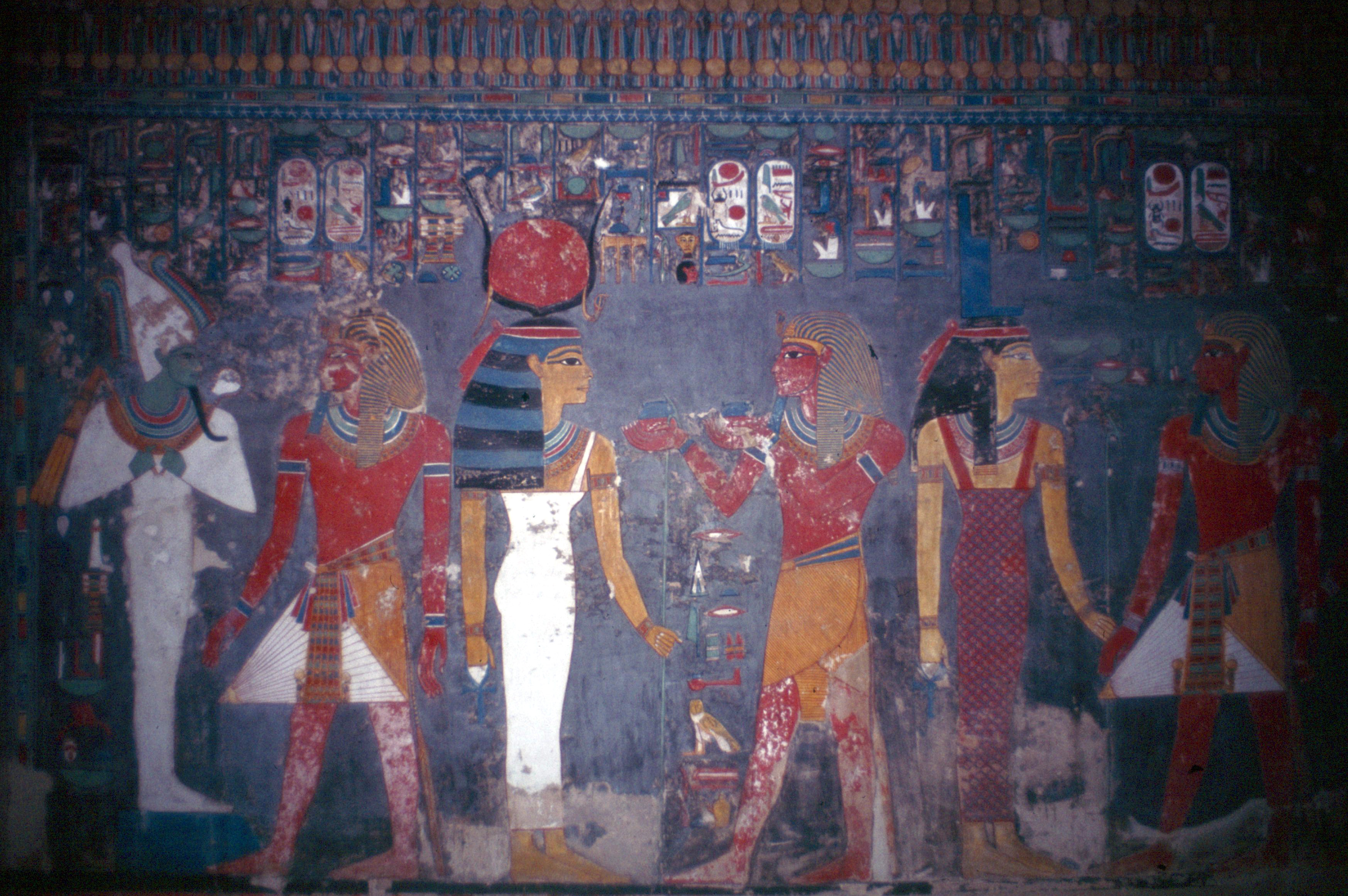
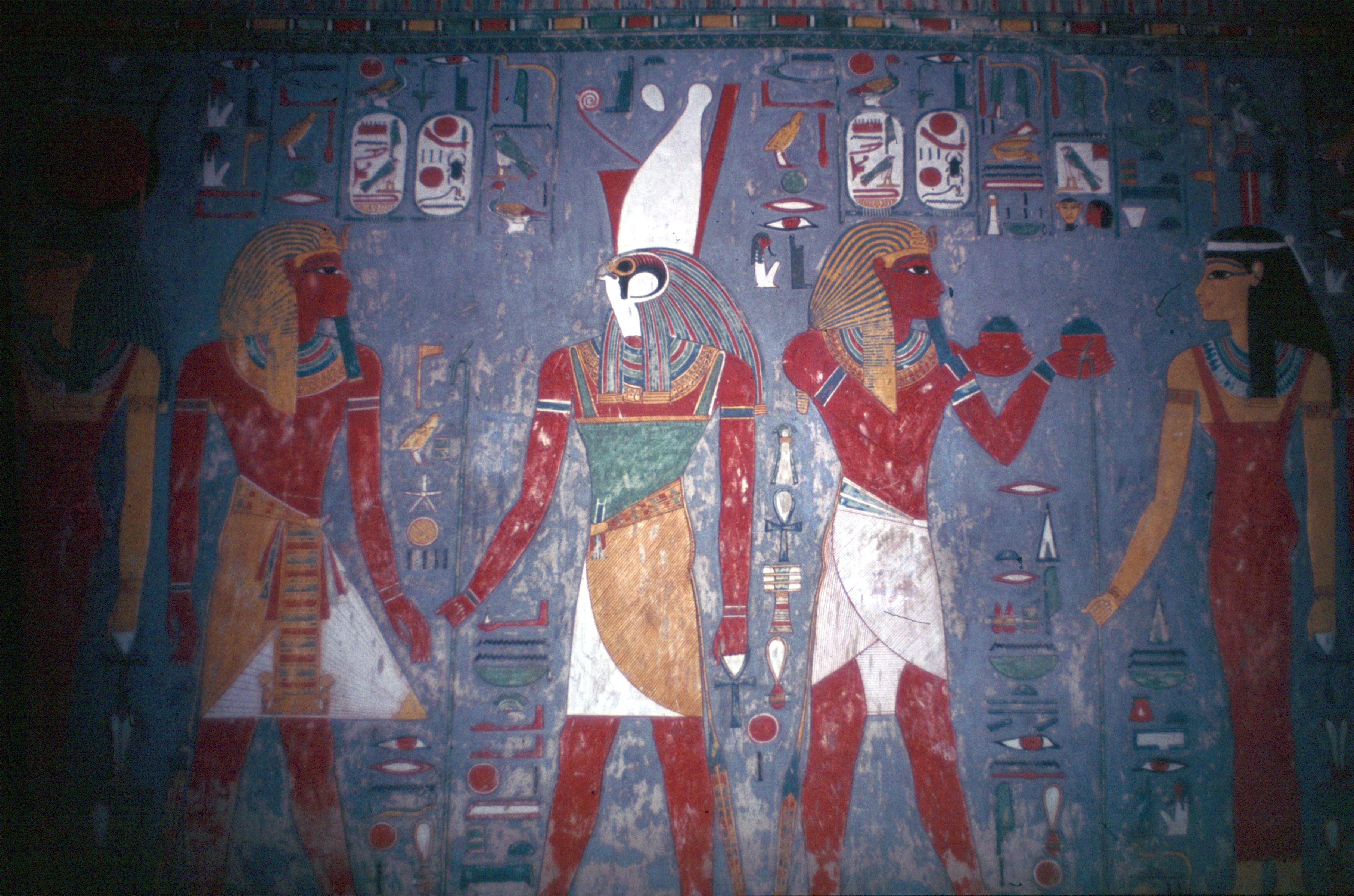
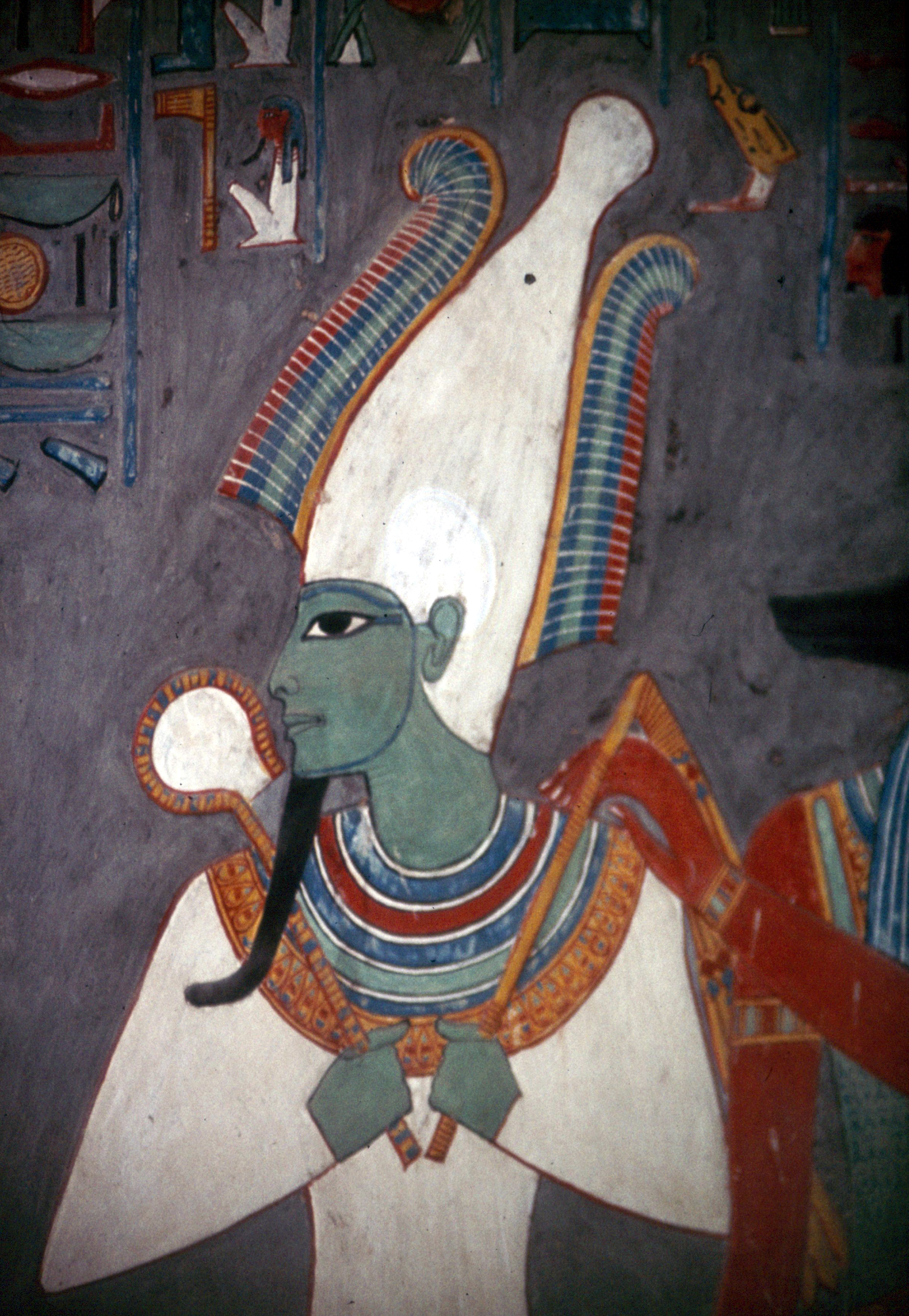
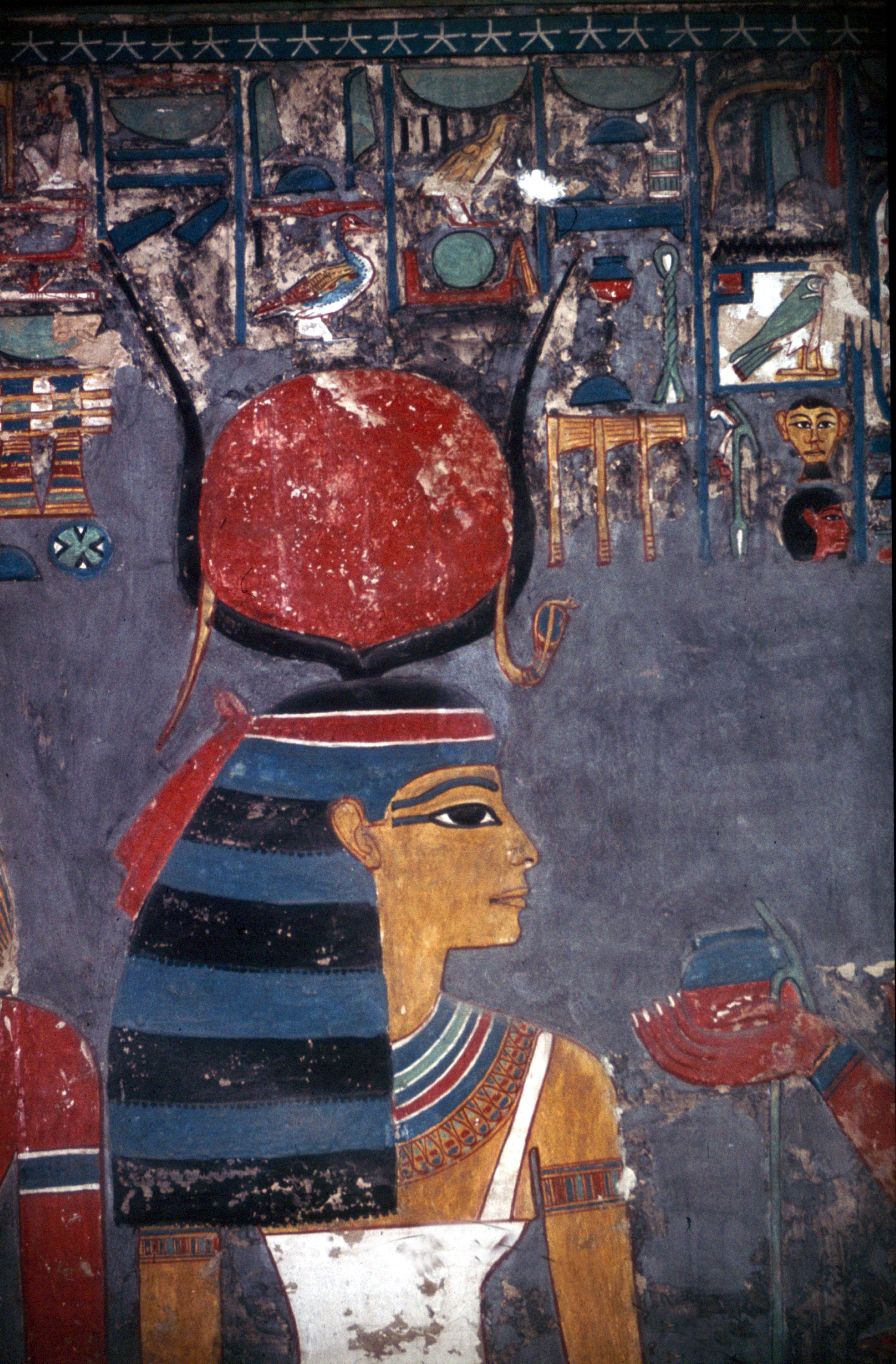
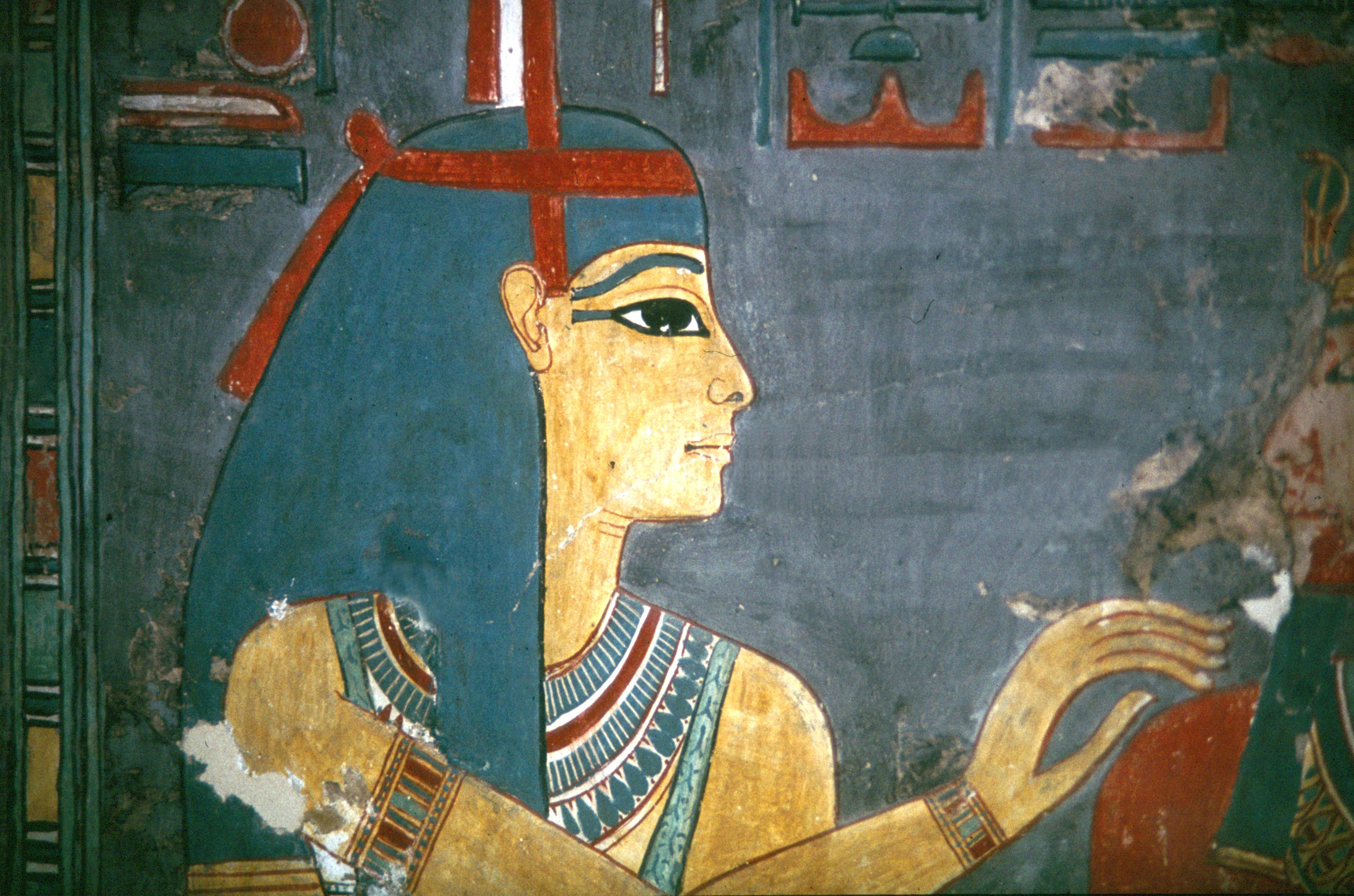